# Sylvie Lancrenon
 (mai 2024).
Sylvie Lancrenon est une photographe et réalisatrice française.

## Biographie
Sylvie Lancrenon commence sa carrière à 18 ans et débute sur les plateaux de cinéma aux côtés de Claude Lelouch, et aussi de Jean Becker.
Elle développe un travail intimiste[source secondaire souhaitée] qu’elle poursuit avec des médias comme Elle Magazine, sur des sujets comme « mode & beauté »[source secondaire souhaitée].
Sylvie Lancrenon a également collaboré avec les magazines comme Marie Claire, Glamour, ou Crash Magazine[source secondaire souhaitée].
Ses travaux photographiques sont constitués de photographies de beauté, mode, portraits de personnalités.

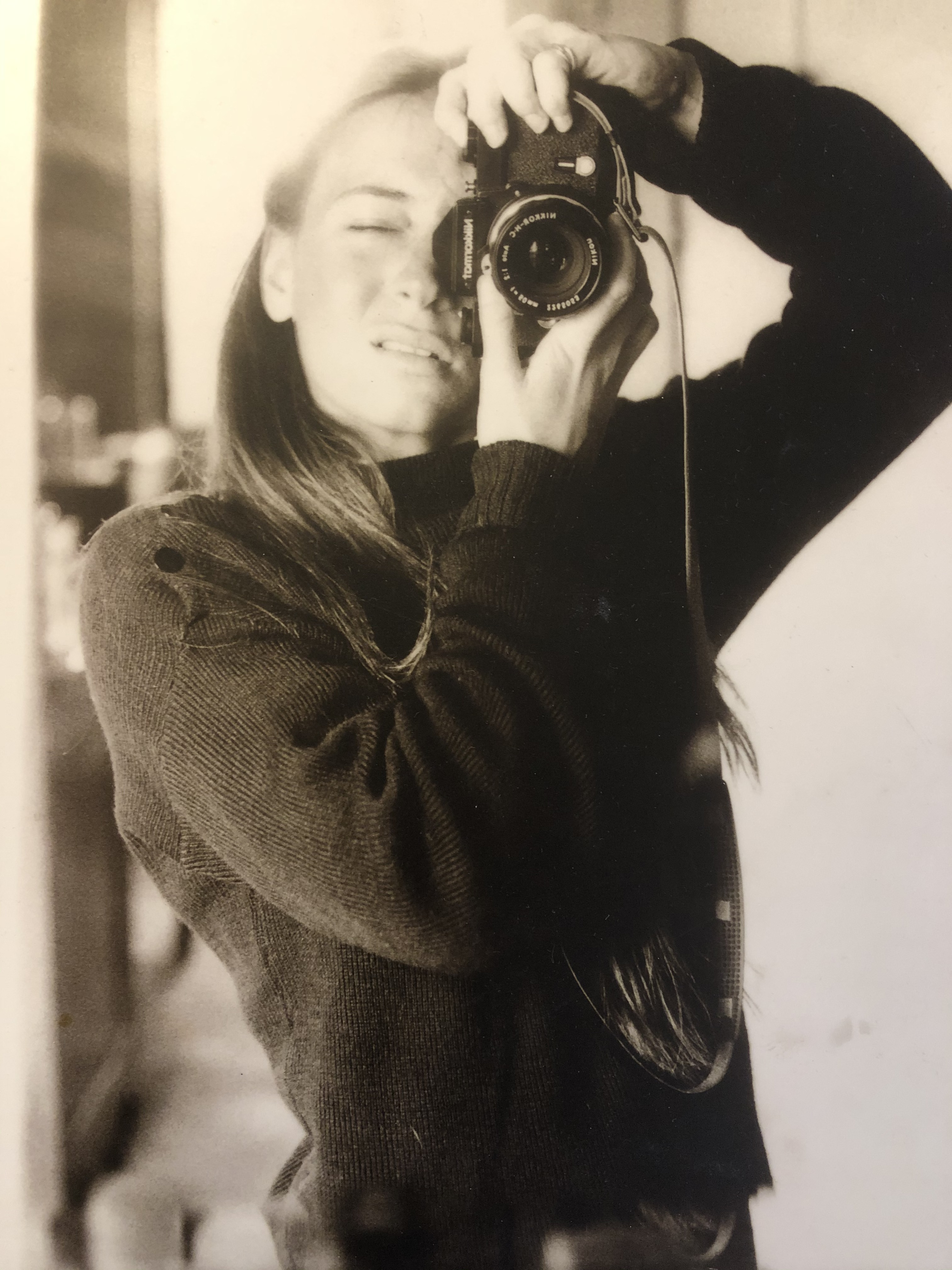

## Prix et Distinctions
- Prix 100 femmes de la culture (2022)
- Chevalière de la Légion d'honneur (décret du 31 décembre 2021)
- Prix Jasmin (2015) - décerné par le comité Français du Parfum
- Chevalière de l'ordre national du Mérite (2008)

## Expositions
- 2015- Fragile - Mylène Farmer X Sylvie Lancrenon Paris, acte2rivegauche
- 2019 - Danse - Hôtel Costes - Société d'encouragement pour l'Industrie Nationale
- 2023 - Comme au cinéma - Galerie Vellutini, Paris

## Publications
- Emmanuelle Béart, Cuba Libre, aux éditions Shirmer /Mosel Munich, 2008  (ISBN 978-3-8296-0375-1)
- Mylène Farmer, Fragile, éditions Anne Carrière, 2015  (ISBN 9782843377846)
- Danse, Éditions Flammarion, 2019  (ISBN 9782081490284)
- Ombres et Lumières, Albin Michel, 2021  (ISBN 9782226450265)